# Доменциол (военачалник)
Вижте пояснителната страница за други личности с името Доменциол.
Доменциол (на латински: Domentiolus, Доменциолус; на старогръцки: Δομεντζίολος, Домендзиолос или Δομνιτζίολος, Доминдзиолос) e племенник на византийския император Фока (602–610) и куропалат и военачалник на Изтока по времето на управлението на чичо му.
Участва като военачалник в Персийско-византийска война 602-628. През 604 г. Фока го прави magister militum per Orientem и го изпраща в Персия. През 607 г. тръгва към Месопотамия и Армения.